# (84) Клио
(84) Клио (лат. Klio) — астероид главного пояса, который принадлежит к спектральному классу G. Он был открыт 25 августа 1865 года немецким астрономом Робертом Лютером в Дюссельдорфской обсерватории и назван в честь Клио, музы истории в древнегреческой мифологии. Название было предложено редактором американского The Astronomical Journal Бенджамином Гулдом.

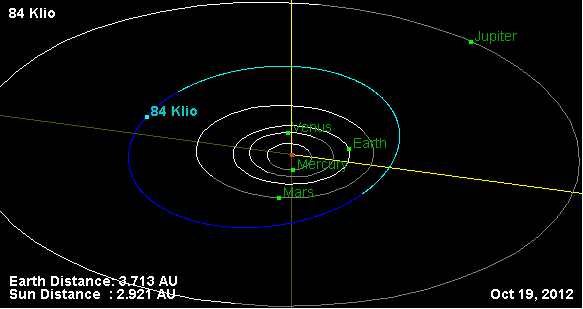
Орбита астероида Клио и его положение в Солнечной системе

Диаметр астероида был определён после анализа результатов, полученных с помощью инфракрасной космической лаборатории IRAS. Однако результаты наблюдений, проведённых в 2007 году, показали значительно больший период вращения, равный 23,562 ± 0,001 часа.
Покрытие звезды этим астероидом наблюдалось только один раз 2 апреля 1997 года.